# Aulus Caecina Severus
Aulus Caecina Severus, född omkring 43 f.Kr., död efter 21 f.Kr., var en romersk politiker och fältherre.
Caecina Severus var consul suffectus 1 f.Kr. Han är ryktbar företrädesvis genom sitt farliga återtåg från övre Ems till Rhen 15 e.Kr. Under detta tåg, som verkställdes över en sankmark, angreps han av germaner under Arminius, men lyckades efter tre dagars förtvivlade strider tillfoga fienden ett svårt nederlag.